# رنو لاویلنی
رُنو لاویلِنی (به فرانسوی: Renaud Lavillenie)‏ (تلفظ فرانسوی: [ʁə.no la.vi.lə.ni] یا [ʁə.no la.vil.ni]) (زادهٔ ۱۸ سپتامبر ۱۹۸۶) ورزشکار رشتهٔ پرش با نیزه اهل فرانسه است. او در فوریهٔ ۲۰۱۴ با پرشی به میزان ۶٫۱۶ سانتیمتر رکورد جهانی سرگئی بوبکا را پس از ۲۱ سال شکست.
لاویلنی با پرش ۵٫۹۷ متری برندهٔ مدال طلای المپیک ۲۰۱۲ لندن و مدال نقرهٔ المپیک ۲۰۱۶ ریو شده‌است و از سال ۲۰۰۹ تا ۲۰۱۳ در پنج دورهٔ پیاپی مدال طلای قهرمانی اروپا و قهرمانی داخل سالن اروپا را به‌دست آورده‌است. وی در سال‌های ۲۰۱۲ و ۲۰۱۶ مدال طلای قهرمانی داخل سالن جهان را دریافت کرده و چهار بار برندهٔ مدال (شامل یک نقره و سه برنز) در مسابقات قهرمانی جهان شده‌است.
رنو در شهرستان شارانت در غرب فرانسه به‌دنیا آمده‌است. پدرش هم ورزشکار پرش با نیزه بود و برادر کوچکترش، والنتین لاویلنی هم ورزشکار این رشته و عضو تیم ملی فرانسه است.

## رکوردهای شخصی
رکوردهای شخصی در سایر ماده‌های دو و میدانی (تا سال ۲۰۱۴):
- دو ۱۰۰ متر: ۱۱٫۰۴ ثانیه
- دو ۴۰۰ متر: ۵۳٫۸۴ ثانیه
- دو ۱۵۰۰ متر: ۵:۱۴٫۱۹ دقیقه
- دو ۱۱۰ متر بامانع: ۱۴٫۵۱ ثانیه
- پرش ارتفاع: ۱٫۸۷ متر
- پرش طول: ۷٫۳۷ متر
- پرتاب نیزه: ۳۸٫۸۶ متر
- پرتاب دیسک: ۳۰٫۰۲ متر
- پرتاب وزنه: ۹٫۳۰ متر
- دهگانه: ۶۶۷۶ امتیاز
- پرش با نیزهٔ فضای باز: ۶٫۰۲ متر (رکورد فرانسه)
- پرش با نیزهٔ داخل سالن: ۶٫۱۶ متر (رکورد جهانی)